# Río Güiza (vattendrag i Colombia)
Río Güiza är ett vattendrag i Colombia.   Det ligger i departementet Nariño, i den västra delen av landet, 600 km sydväst om huvudstaden Bogotá.